# Mavinmadu, Sindhnur
Mavinmadu là một làng thuộc tehsil Sindhnur, huyện Raichur, bang Karnataka, Ấn Độ.